# جون فيندلي والاس
جون فيندلي والاس (بالإنجليزية: John Findley Wallace)‏ هو مهندس أمريكي، ولد في 10 سبتمبر 1852 في فول ريفر في الولايات المتحدة، وتوفي في 3 يوليو 1921.